# Słoweński Narodowy Komitet Bezpieczeństwa
Słoweński Narodowy Komitet Bezpieczeństwa (słoweń. Slovenski Narodni Varnostni Zbor, SNVZ) – słoweńska ochotnicza formacja zbrojna podczas II wojny światowej.
W listopadzie 1943 r. gauleiter Rainer podjął decyzję sformowania w regionie Primorje słoweńskiej jednostki domobrany, która byłaby podporządkowana wyższemu dowódcy SS i policji w Lublanie i Trieście. Formalnie utworzono ją 12 listopada rozkazem SS-Gruppenführera Odilo Globocnika pod nazwą Slovenski Narodni Varnostni Zbor. Na jej czele stanął płk Anton Kokalj ze Słoweńskiej Domobrany. Głównym zadaniem SNVZ było zabezpieczenie porządku w regionie Primorje i prowadzenie antykomunistycznej propagandy. Początkowo rekrutacja szła bardzo opornie, do stycznia 1944 r. do formacji wstąpiło jedynie ponad 100 ludzi. Pułkownik A. Kokajl zażądał pomocy od Słoweńskiej Domobrany, co przyniosło dalszych ochotników. Podjęto też własne działania propagandowe. SNVZ składał się z rot, które dzieliły się na čety. W oddziałach mówiono po słoweńsku. Zaopatrzenie zapewniali Niemcy. W lutym płk A. Kokajl zorganizował w Trieście swój sztab, który składał się z następujących komórek:
- Oddział Propagandowy – kpt. Ignacij Kunstelj,
- Oddział Ekonomiczny – mjr France Cokan,
- Oddział Zwiadowczy – kpt. Jože Majce,
- Oddział Operacyjny – por. Egon Stare,
- Sekcja Kulturalno-Polityczna – dr Ivan Martelanc
- Policja SNVZ – kpt. Jože Kovačič,
- Służba zdrowia SNVZ – dr Aleksander Ferenčak.

Niemieckimi oficerami łącznikowym byli kpt. żandarmerii Rieck, płk żandarmerii Peitler i kpt. Jütte. W Trieście, a następnie Postojnie działał ośrodek szkoleniowy formacji, którego komendantem był kpt. Radivoj Fajdiga, a następnie kpt. (mjr) Pero Horn. W każdym okręgu istniał jeden oddział. W sierpniu 1944 r. połączono je w cztery bataliony (skupiny) celem efektywniejszego działania przeciw partyzantom:
- 1. SNVZ Batalion (Idrija) – d-ca kpt. Vinko Fortuna
  - 1. SNVZ střelecká rota
  - 2. SNVZ střelecká rota
  - 3. SNVZ střelecká rota
  - 4. SNVZ těžká rota
- 2. SNVZ Batalion (Postojna) – d-ca kpt. Pero Horn, a od grudnia 1944 r. mjr Drago Šinkovec
  - 5. SNVZ střelecká rota
  - 6. SNVZ střelecká rota
  - 7. SNVZ střelecká rota
  - 8. SNVZ těžká rota
- 3. SNVZ Batalion (Prestranek) – d-ca mjr Janko Debeljak
  - 9. SNVZ střelecká rota
  - 10. SNVZ střelecká rota
  - 11. SNVZ střelecká rota
  - 12. SNVZ těžká rota
- 4. SNVZ Batalion (Ilirska Bistrica) – d-ca kpt. Anton Mehle, a od stycznia 1945 r. kpt. Jože Derganc
  - 13. SNVZ střelecká rota
  - 14. SNVZ střelecká rota
  - 15. SNVZ střelecká rota
  - 16. SNVZ těžká rota

W Trieście stacjonowała rota sztabowa, ochraniająca sztab. Istniała też rota techniczna. Każdy batalion składał się z czterech kompanii strzeleckich i jednej kompanii broni ciężkiej. W większych miastach działała miejska policja. Ogółem SNVZ liczył wówczas ok. 1,8 tys. ludzi, w tym ok. 80 oficerów i ok. 200 podoficerów. Nosili oni włoskie mundury, na czapkach i ramionach znajdowały się odznaki Słoweńskiej Samoobrony. Uzbrojeni byli w broń pozostałą po włoskich oddziałach okupacyjnych.
Pod koniec października 1944 r. płk A. Kokalj powołał spośród dotychczasowych batalionów SNVZ 1 Słoweński Pułk Uderzeniowy (1. Slovenski udarni polk), samemu stając na jego czele. Sztab funkcjonował w Postojnie, poza jego oddziałem operacyjnym, który pozostał w Trieście. W rzeczywistości poszczególne bataliony działały osobno. 
Oddziały SNVZ w ciągu 1944 i 1945 r. brały udział w kilku większych organizowanych przez Niemców operacjach antypartyzanckich na obszarze Słowenii. Z reguły ochraniały linie kolejowe, drogi, mosty itp. Do walk z partyzantami używano specjalnie sformowanej z części oddziałów Kampfgruppe "Ajdovščina". Pod koniec kwietnia 1945 r. oddziały SNVZ wraz ze sztabem pułku ewakuowały się na północ, gdzie na początku maja poddały się wojskom brytyjskim.
Stopnie w SNVZ:
- oficerowie:
  - plukovník
  - podplukovník
  - major
  - kapitán
  - nadporučík
  - poručík
  - štábní důstojník
- podoficerowie (w SNVZ funkcjonowały niemieckie stopnie policyjne):
  - hauptwachtmeister
  - zugwachtmeister
  - oberwachtmeister
  - wachtmeister
  - rottwachtmeister
  - unterwachtmeister
  - anwärter